# منونایت‌های محافظه‌کار
منونیت‌های محافظه‌کار (انگلیسی: Conservative Mennonites) شامل بسیاری از گروه‌های آناباپتیست محافظه‌کار است که با عنصر محافظه‌کار الهیات در میان انجمن‌های مسیحی منونایت آناباپتیست شناسایی می‌شوند، اما گروه‌های قدیمی یا فرقه‌های اصلی نیستند.